# 名尾良孝
名尾 良孝（なお りょうこう、1917年（大正6年）3月18日 - 1991年（平成3年）5月6日）は、日本の弁護士、政治家。元参議院議員（2期）。父は内務官僚で、秋田県知事（官選）を務めた名尾良辰。

## 来歴
青森県青森市生まれ。名尾良辰の四男。1921年に浦和に移り、浦和中学を経て、1921年に中央大学法学部卒業。
戦後に弁護士を開業する。1959年、埼玉県議会議員に当選。以来連続6期在任する。在職中には埼玉県議会議長を務めた。その後1980年の第12回参議院議員通常選挙に自民党公認で埼玉県地方区（1986年の参院選は埼玉県選挙区）から立候補し初当選。鈴木派→宮沢派に属した。法務政務次官、参議院内閣委員長、同商工委員長、自由民主党埼玉県支部連合会会長、埼玉菊花連盟顧問などを歴任した。
参議院議員2期目途中となる1991年5月6日、投身自殺した。74歳没。病気を苦にしていたという。同月10日、特旨を以て位記を追賜され、死没日付をもって従四位勲二等に叙され、瑞宝章を追贈された。哀悼演説は同年8月5日、参議院本会議で瀬谷英行により行われた。

## 人物
住所は浦和市仲町2丁目。趣味はゴルフ、テニス、狩猟、読書。

## 政策
公約は政治倫理の確立と自主外交、自衛力の整備充実、エネルギー問題の解決と経済の安定である。

## 栄典
- 1979年 - 藍綬褒章受章[1]
- 1991年 - 従四位、勲二等瑞宝章

## 家族・親族
名尾家
- 妻・伊勢子[4]
- 子息・良泰（元日本自動車工業会副会長、関東経済産業局長）

親戚
- 松永東[4]（弁護士、衆議院議長、文部大臣）